# Voile aux Jeux olympiques d'été de 1984
Navigation
Moscou 1980 Séoul 1988
Sept épreuves de voile furent disputées à l'occasion des Jeux olympiques d'été de 1984, du 31 juillet au 8 août dans la baie de Los Angeles.
300 participants (298 hommes et 2 femmes) de 60 pays prirent part à la compétition. Le compétiteur le plus jeune a été Tony Philp (15 ans et 48 jours) des Fidji, tandis que le plus âgé était Paul Elvström (56 ans et 158 jours) du Danemark.

## Tableau des médailles
| Rang | Pays                 | Médaille d'or | Médaille d'argent | Médaille de bronze | Total |
| 1    | États-Unis           | 3             | 4                 | 0                  | 7     |
| 2    | Nouvelle-Zélande     | 2             | 0                 | 1                  | 3     |
| 3    | Pays-Bas             | 1             | 0                 | 0                  | 1     |
| 3    | Espagne              | 1             | 0                 | 0                  | 1     |
| 5    | Canada               | 0             | 1                 | 2                  | 3     |
| 6    | Brésil               | 0             | 1                 | 0                  | 1     |
| 6    | Allemagne de l'Ouest | 0             | 1                 | 0                  | 1     |
| 8    | Australie            | 0             | 0                 | 1                  | 1     |
| 8    | France               | 0             | 0                 | 1                  | 1     |
| 8    | Royaume-Uni          | 0             | 0                 | 1                  | 1     |
| 8    | Italie               | 0             | 0                 | 1                  | 1     |

## Voiliers olympiques
Une planche à voile (Hommes), la Windglider, est utilisée pour la première fois aux Jeux olympiques. Les autres supports sont inchangés par rapport à 1980.

Windglider - Finn - 470 - Flying Dutchman - Star - Soling - Tornado

## Résultats
| Classe                              | Or                                                  | Argent                                              | Bronze                                      |
| 470                                 | Espagne Luis Doreste Roberto Molina                 | États-Unis Steve Benjamin Hans Steinfeld            | France Thierry Peponnet Luc Pillot          |
| Finn                                | Nouvelle-Zélande Russell Coutts                     | États-Unis John Bertrand                            | Canada Terence Neilson                      |
| Flying Dutchman                     | États-Unis Jonathan McKee William Carl Buchan       | Canada Terry McLaughlin Evert Bastet                | Royaume-Uni Jonathan Richards Peter Allam   |
| Planche à voile (Windglider, Homme) | Pays-Bas Stephan van den Berg                       | États-Unis Scott Steele                             | Nouvelle-Zélande Bruce Kendall              |
| Soling                              | États-Unis Robbie Haines Edward Trevelyan Rod Davis | Brésil Torben Grael Daniel Adler Ronaldo Senfft     | Canada Hans Fogh John Kerr Stephen Calder   |
| Star                                | États-Unis William Earl Buchan Steven Erickson      | Allemagne de l'Ouest Joachim Griese Michael Marcour | Italie Giorgio Gorla Alfio Peraboni         |
| Tornado                             | Nouvelle-Zélande Rex Sellers Chris Timms            | États-Unis Randy Smyth Jay Glaser                   | Australie Christopher Cairns Scott Anderson |

La classe Planche à voile a été aussi couru par les femmes, mais seulement en épreuve d'exhibition. Karen Morch du Canada remporte la compétition.